# Det forsømte forår (film)
|  | Dette opslag omhandler filmen fra 1993. For Hans Scherfigs roman, se Det forsømte forår |
Det forsømte forår er en dansk film fra 1993. Den havde premiere d. 21. januar 1993 og er instrueret af Peter Schrøder. Filmen er baseret på Hans Scherfigs roman af samme navn fra 1940 og handlingen følger i vidt omfang romanens, livet på Metropolitanskolen.

## Prisbelønnet film
Filmen blev en kommerciel succes.
For sin hovedrolle som den sadistiske lektor Blomme modtog Frits Helmuth såvel en Bodil og en Robert. Jesper Langberg modtog Bodilprisen for bedste mandlige birolle for sin præstation som den voksne Edvard Ellerstrøm.

## Udvalgte medvirkende
| Skuespiller           | Rolle                            | Note        |
| --------------------- | -------------------------------- | ----------- |
| Frits Helmuth         | latinlæreren, Lektor Blomme      | hovedrollen |
| Lily Weiding          | Edvard Ellerstrøms mor           |             |
| Tomas Villum Jensen   | 1. g'eren Edvard Ellerstrøm      |             |
| Jesper Langberg       | den voksne Edvard Ellerstrøm     |             |
| Ken Vedsegaard        | 1. g'eren Aksel Nielsen          |             |
| Stig Hoffmeyer        | den voksne Aksel Nielsen         |             |
| Adam Simonsen         | 1. g'eren Michael Mogensen       |             |
| Hugo Øster Bendtsen   | den voksne Michael Mogensen      |             |
| René Benjamin Hansen  | 1. g'eren Thygesen               |             |
| Lars Lohmann          | den voksne Thygesen              |             |
| Bjørn Watt Boolsen    | Metropolitanskolens rektor       |             |
| Claus Bue             | latinlæreren, Adjukt Langhave    |             |
| Finn Nielsen          | idrætslæreren Ejby               |             |
| Hardy Rafn            | matematiklæreren, kaldet Aben    |             |
| Aksel Erhardsen       | biologilæreren, kaldet Havmanden |             |
| Holger Munk           | musiklæreren                     |             |
| Waage Sandø           | Michael Mogensens far            |             |
| Isa Holm              | Michael Mogensens mor            |             |
| Jens Okking           | Thygesens far                    |             |
| Birthe Neumann        | Thygesens mor                    |             |
| Hans Henrik Clemensen | Aksel Nielsens far               |             |
| Hanne Jørna           | Aksel Nielsens mor               |             |
| Preben Ravn           | Reige                            |             |
| Søren Rode            | Amsted                           |             |
| Lars Lunøe            | Nørregaard Olsen                 |             |
| Dick Kaysø            | Rold                             |             |
| John Larsen           | Thorsen                          |             |
| Troels II Munk        | Hernild                          |             |
| Litten Hansen         | Fru Svendsen                     |             |
| Claus Flygare         | læge                             |             |